# Rafael Bello Ruiz
Rafael Bello Ruiz (Tecpan de Galeana, Guerrero, 7 de marzo de 1926 - Acapulco, Guerrero, 6 de julio de 2008) fue un religioso mexicano que sirvió prácticamente toda su vida a la Arquidiócesis de Acapulco desde su ordenación sacerdotal en 1950 hasta su fallecimiento habiendo ocupado en la arquidiócesis los cargos de obispo auxiliar, obispo, arzobispo y arzobispo emérito.

## Biografía

### Primeros años
Rafael Bello Ruiz nació en el municipio de Tecpan de Galeana el 7 de marzo de 1926 por lo que era también conocido en sus primeros años como "el tecpaneca". Sus padres fueron los señores Sixto Bello y María de la Luz Ruiz. En su natal Tecpan cursó los estudios primarios y posteriormente su vocación lo llevó a salir de su pueblo natal para realizar los estudios sacerdotales.

### Estudios sacerdotales
Con solo 11 años llegó a Chilapa en agosto de 1938 para ingresar al seminario Conciliar de Chilapa donde estudió humanidades. El 28 de junio de 1947 fue "tonsurado", es decir que fue rasurado de la coronilla en la parroquia de Chilpancingo por el obispo Leopoldo Díaz Escudero.
Posteriormente hizo los estudios de filosofía en el seminario pontificio de Montezuma en Nuevo México y de ahí fue enviado a la Universidad de Comillas en España donde recibió las llamadas órdenes menores de ostiario, lector, exorcista y acólito de manos del obispo de Santander José Equino Trejo en el IV domingo de Adviento de 1948. El 17 de julio de 1949 recibió el subdiaconado en la misma Universidad de Comillas de manos del obispo de Oviedo Francisco Lauzurica Torralba.

### Ordenación sacerdotal
Después de España continuó sus estudios de teología en la Universidad de San Suplicio de París en Francia donde recibió el diaconado en la Iglesia de San José de los Carmelitas de manos del obispo Emile Banxhet.
Fue ordenado sacerdote el 29 de junio de 1950 en la Catedral de Notre Dame en París. Su ordenación estuvo a cargo del arzobispo de París cardenal Maurice Feltin. Su primera misa la celebró en la aldea de Ars en honor a San Juan María Vianney patrono de los sacerdotes utilizando los ornamentos y el cáliz de este sacerdote santo en el marco del jubileo del año santo de 1950.

### Sacerdote
Posteriormente a su ordenación, el joven teólogo Rafael fue enviado a continuar sus estudios superiores, por lo que realizó el doctorado en derecho canónico de 1951 a 1954 en la Universidad Gregoriana de Roma en Italia presentando la tesis: Tres etapas de la legislación matrimonial en la Nueva España y una vez de regreso a su país, fue enviado al Seminario de Chilapa donde había estudiado en el estado de Guerrero y donde ejerció como catedrático y padre espiritual de 1955 a 1958. En 1959 fue nombrado rector del Seminario arquidiocesano de Acapulco en donde sirvió por diez años hasta 1969. El 7 de enero de 1970 fue nombrado párroco en la Iglesia de la Sagrada Familia en la ciudad de Acapulco, cargo que llevó a cabo por cuatro años a fin de conocer la realidad diocesana de su grey.

### Arzobispo
El 12 de febrero de 1974, el papa Pablo VI lo nombró obispo auxiliar de Acapulco por lo que fue ordenado obispo ese mismo año por el entonces nuncio apostólico en México Mario Pío Gaspari, siendo sus co-consagrantes Fidel Pérez Cortés, obispo de Chilapa y José del Pilar Quezada, obispo de Acapulco. Acompañó en sus últimos años de servicio activo a monseñor Quezada y finalmente ante el retiro de este, el 1 de junio de 1976 el papa deja oficialmente en las manos de Rafael Bello la diócesis, el cual toma posesión el 29 de junio del mismo año.
El papa Juan Pablo II elevó la diócesis a arquidiócesis el 10 de febrero de 1983 subiendo también de grado jerárquico a Bello convirtiéndose así en el primer arzobispo de la naciente Arquidiócesis de Acapulco, recibiendo el palio correspondiente por el nuncio de ese entonces Girolamo Prigione.
Durante su arzobispado ordenó a más de 100 sacerdotes y creó más de 20 parroquias y 2 misiones diocesanas. Llevó el movimiento Camino Neocatecumenal a la Arquidiócesis de Acapulco e impulsó la construcción del Seminario del Buen Pastor.

### Otros cargos
Al mismo tiempo que continuaba siendo arzobispo, Bello fue nombrado por la Conferencia del Episcopado Mexicano como presidente de la Comisión de Migración y Turismo de 1980 a 1986. También fue vocal de la comisión episcopal de ministerios laicales y diaconado permanente de 1986 a 1991. Fungió también como coordinador nacional de la renovación carismática católica y en la comisión episcopal para el apostolado de los laicos para el trienio 1997-2000. Colaboró en diversas actividades políticas apoyando a los programas oficiales de los gobernadores José Francisco Ruiz Massieu, Rubén Figueroa Alcocer y René Juárez Cisneros.

### Renuncia y últimos años
De conformidad con el derecho canónico, al cumplir los 75 años el arzobispo Bello envió su renuncia al papa Juan Pablo II siendo esta aceptada el 8 de mayo de 2001 nombrando también a su sucesor quien ya ejercía como obispo coadjutor desde el año 2000 el obispo Felipe Aguirre Franco convirtiéndose a partir de ese momento en Arzobispo emérito.
En 2002 integrantes de la sociedad guerrerense y autoridades civiles y religiosas realizaron un homenaje en vida al arzobispo develando un busto de bronce en esta ocasión además de una solemne misa y un concierto con la filarmónica de Acapulco.
Después de una vida de entrega a la arquidiócesis de Acapulco, el arzobispo Rafael Bello Ortiz falleció el domingo 6 de julio de 2008 a la 1:35 horas en el ex-seminario menor de los franciscanos, ubicado en la colonia la mira del puerto de Acapulco donde residía, víctima de bronconeumonía. Su cuerpo fue trasladado al seminario de Acapulco donde fue velado y despedido por sus fieles. Posteriormente, se llevó a cabo un recorrido de duelo por la costa en San Marcos y por su natal Tecpan para finalmente ser sepultado en la capilla del sagrado corazón en la Catedral de Nuestra Señora de la Soledad de Acapulco siendo sus oficios litúrgicos concelebrados por todos los obispos de la provincia eclesiástica, el delegado de la nunciatura apostólica, mons. Ennio Bezzone, y miles de fieles que se dieron cita el martes 8 de julio de 2008 para dar el último adiós al prelado.